# Nayarit
Nayarit (phát âm tiếng Tây Ban Nha: [naʝaˈɾit]), tên chính thức Bang Tự do và có Chủ quyền Nayarit (tiếng Tây Ban Nha: Estado Libre y Soberano de Nayarit), là một trong 31 bang mà, cùng với Đặc khu Liên bang, tạo nên 32 thực thể liên bang của México. Bang gồm 20 municipio; thủ phủ là Tepic.
Tiếp giáp với bang Sinaloa về phía tây bắc, Durango về phía bắc, Zacatecas về phía đông bắc và Jalisco về phía nam. Về phía tây, Nayarit có một đường bờ biển khác dài với Thái Bình Dương. Quần đảo Marías và Marietas cũng thuộc địa phận bang. Bãi biển San Blas và vùng mang danh "Riviera Nayarit" là điểm đến nổi tiếng với du khách. 
Ngoài du lịch, nền kinh tế của bang dựa trên trồng trọt và đánh cá.
Nơi đây là quê hương của những tộc người Ute-Aztec như Huichol và Cora, rồi được khai phá bởi conquistador Hernán Cortés và Nuño de Guzmán vào thế kỷ XVI. Cộng đồng người Cora độc lập cuối cùng bị đàn áp năm 1722. 
Tên bang bắt nguồn từ tên người Cora tự gọi mình: Náayerite.

## Địa lý

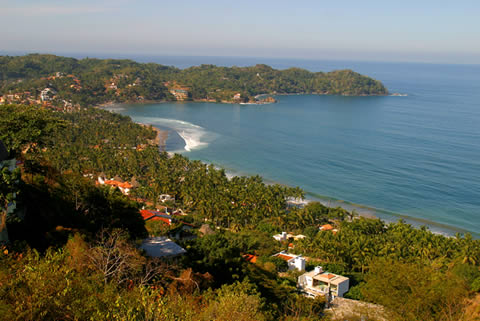
Làng Sayulita trên bờ biển Nayarit, từng là một làng chài nhưng ngày nay dựa trên du lịch, nằm trên khu vực được quảng bá là "La Riviera Nayarita" hay "Nuevo Vallarta"

Nayarit rộng 27.815 kilômét vuông (10.739 dặm vuông Anh), là một bang khá nhỏ của México. Nayarit nằm không khoảng từ vĩ độ 23°05'B đến 20°36'B, kinh độ 103°43'T đến 105°46'T. Mạn tây Sierra Madre Occidental duỗi đến địa phân bang. Những ngọn núi cao là: San Juan, Sanguangüey, El Ceboruco, Cumbre de Pajaritos và Picachos. Nayarit có hai núi lửa, Ceboruco và Sangangüey. Miền đông bắc là đồng bằng nhiệt đới rộng lấy nước từ Río Grande de Santiago. Những sông lớn trong bang là Río Grande de Santiago, San Pedro, Acaponeta, Ameca và Las Cañas. Río Grande de Santiago là sông dài nhất Nayarit. Santiago và phụ lưu của nó đóng vai trò quan trọng cho tưới tiêu nông nghiệp. Ameca và Las Cañas lần lượt nằm trên biên giới giữa Nayarit với Jalisco và Sinaloa. Những phá nước lớn tại Nayarit gồm Santa María del Oro, San Pedro Lagunillas và Agua Brava.